# Ejército de Trolls de la Revolución Bolivariana
El Ejército de Trolls de la Revolución Bolivariana ha sido una agencia estatal de propaganda en Internet de Venezuela. Ha sido un organismo dependiente del Ministerio de Interior, Justicia y Paz encargado de difundir propaganda bolivariana en Internet.

## Historia
En mayo de 2017 se filtraron documentos del Ministerio de Interior, Justicia y Paz en torno a la fundación del Ejército Bolivariano de Trolls. El Ejército de los Trolls fue creado para reforzar una mentalidad militarista entre sus miembros, una característica definitoria del gobierno bolivariano.

## Organización
El Ejército de Trolls está organizado en una estructura de tipo militar que incluye:
- Escuadrón - Una persona responsable de veintitrés cuentas de redes sociales
- Pelotón - Diez escuadrones separados en grupos de dos, colocados en grupos de trabajo relacionados con la prensa, el diseño, el hackeo, la incubación de cuentas y la desinformación, un total de 230 cuentas de medios sociales.
- Compañía - Cincuenta personas compuestas por cinco pelotones, un total de 1.150 cuentas en redes sociales
- Batallón - Cien personas compuestas por dos compañías, un total de 2.300 cuentas en redes sociales
- Brigada - Quinientas personas compuestas por cinco batallones, un total de 11.500 cuentas en redes sociales.

## Funciones
El personal implicado se encarga de adoptar los personajes de las cuentas que van desde ser chavista, simpatizante de la oposición o un catfish. Los trolls también se encargan de difundir desinformación y noticias falsas.

## Recepción
El Instituto Prensa y Sociedad de Venezuela (IPYS Venezuela) declaró que el Ejército Bolivariano de Trolls pone en riesgo "al periodismo, la libertad de expresión y la democracia", y que su creación "extiende el Estado de vigilancia, opacidad y censura que el gobierno venezolano ha ejecutado de manera creciente mediante reglamentos, organismos y órdenes inconstitucionales".